# Імені Махамбет Утемісова
імені Махамбе́т Утемі́сова (каз. Махамбет Өтемісұлы ат.а.) — село у складі Казигуртського району Туркестанської області Казахстану. Входить до складу Сарапхананського сільського округу.
У Радянські час село називалось Колхоз імені Карла Маркса.
Населення — 1492 особи (2021; 1384 у 2009, 1227 у 1999, 973 у 1989).